# Avu-chan
Avu-chan (アヴちゃん?) es una persona profesional del canto, escritura de canciones, producción y actuación. Debutó como vocalista principal de la banda Queen Bee en 2009, teniendo también un proyecto secundario como vocalista principal y trompetista del supergrupo Gokumontō Ikka en 2015. En el campo de la producción y escritura de canciones, Avu-chan utiliza el nombre Avu Barazono (薔薇園アヴ Barazono Avu?, "Avu Jardín de Rosas"), y ha escrito canciones para MEG, Rina Satō, Ai Shinozaki, Hey! Say! JUMP, LiSA, KERENMI, y la subunidad de SUPERNOVA Funky Galaxy. También ha producido al grupo de voz y baile de chicos alternativo Ryugujo, formado en 2023 en el programa de audiciones "0th Class 0 - Avu-chan's Classroom" (0年0組 -アヴちゃんの教室-).

## Biografía
Expresando interés en la música desde la escuela secundaria e inspirandose por el grupo japonés de pop/electrónica Perfume, Avu-chan formó la banda Queen Bee en 2009 con compañeros de clase en Kobe, Prefectura de Hyōgo. Comenzó a actuar en los festivales culturales de su escuela y ganó considerable popularidad al hacerlo, después de lo cual Queen Bee pasó a actuar en casas de conciertos en la Región de Kansai. La banda hizo su primer concierto importante en el Fuji Rock Festival en julio de 2010, donde actuó como parte de la muy selectiva sección "Rookie a Go-Go", a veces llamada el "camino hacia el éxito" para nuevos artistas. Después de haber lanzado su álbum debut Witch Hunt de forma independiente en marzo de 2011, la banda firmó con Sony Music Associated Records y en septiembre del mismo año lanzó su segundo álbum Peacock. La banda fue llamada la "Hedwig japonesa" durante su debut, ya que las identidades de género de los miembros siguen siendo un secreto. No mucho después de firmar un contrato con Sony Music, Queen Bee encontró un éxito temprano con su canción "Desco", que apareció en la película de comedia romántica Moteki (2011), donde la banda también había hecho un cameo.
En 2013, Avu-chan tuvo que pausar todas las actividades de la banda, explicando la decisión por agotamiento e inexperiencia técnica. Sin saber si regresar a casa o quedarse en Tokio, Avu-chan decidió continuar con la música después de ser alentado por un miembro del personal del sello discográfico de Avu-chan, quien insistió en que la firma de Queen Bee no fue una casualidad. Por esta época, Avu-chan le preguntó a un conocido, el ex baterista de Blankey Jet City, Tatsuya Nakamura, si los dos podían crear algo juntos, a lo que él inmediatamente estuvo de acuerdo y le presentó a Avu-chan al bajista KenKen de la banda Rize. Después de pasar un tiempo en el estudio, a los tres se les unió más tarde el guitarrista Ryosuke Nagaoka de Tokyo Jihen, cuya presencia Avu-chan describió como "esencial", ya que daba una sensación de imprevisibilidad al grupo. El supergrupo recién formado, ahora conocido como Gokumontō Ikka, hizo su debut en el Rising Sun Rock Festival en agosto de 2013. Al principio solo estaban de gira y lanzando demos en línea, luego la banda lanzó su primera obra extendida, Jitsuroku! Gokumontō Ikka durante su gira de noviembre de 2015. Durante la pausa, Avu-chan también colaboró con la cantante Mariko Gotō para Pretty Guardian Sailor Moon: The 20th Anniversary Memorial Tribute en 2014, interpretando una versión de "Ai no Senshi".
Queen Bee se reformó en febrero de 2014 después de una pausa de un año. El sencillo de regreso de la banda, "Venus", se utilizó como tema principal del drama Spooky Romantics (2015), que precedió a su cuarto álbum Kirei (2015). En el mismo año, Avu-chan colaboró con una banda de chicos de Corea del Sur, Supernova, escribiendo y actuando en la canción principal "Jesus", del EP debut de su subunidad Funky Galaxy. En 2016, Queen Bee y Gokumontō Ikka lanzaron un sencillo dividido, "Kinsei" / "Shibō Yūgi". El empaque de la edición limitada del single dividido fue diseñado para parecerse a los juegos de lucha de PlayStation, con la portada ilustrada por Kinu Nishimura, cuyo trabajo en la serie Darkstalkers ha sido considerado uno de los favoritos desde hace mucho tiempo por Avu-chan.
En 2017, Avu-chan debutó en el teatro con una producción de The Rocky Horror Show, en el papel de Columbia. La producción realizó una gira por Japón a finales de 2017.
El sexto álbum de Queen Bee, Ten (2019), se lanzó para conmemorar el décimo aniversario de la banda y también fue su primer álbum en alcanzar el top 10 en las listas de Oricon en Japón. Presentaba varias pistas utilizadas como temas musicales para anime, como "Half" en Tokyo Ghoul :re, y "Fire" en Dororo. En 2019, Avu-chan regresó a los escenarios, ahora en el papel de Yitzhak en una producción japonesa de Hedwig and the Angry Inch. A finales de 2020, Avu-chan produjo la canción "Ōkami Seinen" para una banda de chicos anónima llamada Honey Bee, que luego se reveló como Hey! Say! JUMP, y en 2021, colaboró con la cantante LiSA en la canción "GL", de su miniálbum del décimo aniversario Ladybug.
En 2022, Avu-chan protagonizó la película animada Inu-Oh, dirigida por Masaaki Yuasa, como el personaje principal.

## Vida personal
Avu-chan se identifica con los aspectos de género tanto de hombres como de mujeres. En la escuela, Avu-chan se relacionaba con personajes que tenían experiencias de género no tradicionales en películas, como Hedwig de Hedwig and the Angry Inch (2001) y el personaje de Angel en Rent (2005). A Avu-chan no le gustan las personas que clasifican a los demás por género y etiquetas raciales. La biografía del sitio web oficial de Avu-chan escrita en 2012 usó los pronombres en ingles she/her (ella), así como un artículo con MTV de 2015, sin embargo, a partir de 2019 la biografía se actualizó para ya no usar pronombres. A menudo, las fuentes en japonés utilizan el pronombre japonés kanojo (彼女?)  (el equivalente de ella).
Avu-chan es de ascendencia afroamericana parcial y basó la canción "Half" de Queen Bee (el tema final del anime Tokyo Ghoul:re (2018)) en experiencias de la infancia en Japón, cuando la gente cuestionaba su origen étnico. En su niñez, Avu-chan se preguntaba por qué la gente sentía la necesidad de preguntar sobre herencia e identidad, y no le gustaba la palabra hāfu (de "half" en inglés, el término japonés para niños de raza mestiza), ya que Avu-chan no se sentía "mitad" algo.
La hermana menor de Avu-chan es el baterista de Queen Bee, Ruri-chan. Avu-chan se identifica como budista.

## Discografía

### Queen Bee
- Witch Hunt (2011)
- Peacock (2011)
- Snake Princess (2012)
- Kirei (2015)
- Q (2017)
- Ten (2019)
- BL (2020)
- Mephisto (2023)

### Gokumontō Ikka
- Jitsuroku! Gokumontō Ikka (2015)

### Apariciones invitadas
| Título                                                         | Año  | Otros artistas                  | Álbum                                                              |
| -------------------------------------------------------------- | ---- | ------------------------------- | ------------------------------------------------------------------ |
| "Oshiete Jesus" (教えてジーザス? "Dime, Jesús")                | 2012 | DJ Baku                         |                                                                    |
| "Ai no Senshi" (愛の戦士? "Guardian del amor")                 | 2014 | Mariko Gotō                     | Pretty Guardian Sailor Moon: The 20th Anniversary Memorial Tribute |
| "Jesus" (ジーザス Jīzasu?, "Jesús")                            | 2015 | Funky Galaxy from Choshinsei    | Funky Galaxy                                                       |
| "Devilman no Uta" (デビルマンのうた? "La canción de Devilman") | 2018 | Kensuke Ushio                   | Devilman Crybaby Original Soundtrack                               |
| "Dokugen" (独言?)                                              | 2022 | Otomo Yoshihide                 | Inu-Oh Original Soundtrack                                         |
| "Udezuka" (腕塚?)                                              | 2022 | Otomo Yoshihide                 | Inu-Oh Original Soundtrack                                         |
| "Kujira" (鯨?)                                                 | 2022 | Otomo Yoshihide                 | Inu-Oh Original Soundtrack                                         |
| "Ryū Chūjō" (竜中将?)                                          | 2022 | Mirai Moriyama, Otomo Yoshihide | Inu-Oh Original Soundtrack                                         |
| "Stayin' Alive"                                                | 2022 |                                 | Bullet Train Original Motion Picture Soundtrack                    |

### Créditos en composición
| Canción                                                            | Año  | Artista                  | Álbum                                                             | Notas |
| ------------------------------------------------------------------ | ---- | ------------------------ | ----------------------------------------------------------------- | --- |
| "Kimi ga Tame" (君が為? "Para ti")                                 | 2013 | Meg                      | Continue                                                          | Letrista |
| "Binetsu Annaijin" (微熱案内人? "Guía de gira ligeramente febril") | 2015 | Ai Shinozaki             | Eat 'Em and Smile                                                 | Apareció por primera vez en una versión en piano acústico en el lado-B del sencillo "Again" de Ai Shinozaki's |
| "Hi no Umi" (火の海? "Sea of Flame")                               | 2015 | Rei Hino (CV: Rina Satō) | Sailor Moon Crystal Character Song Collection: Crystal Collection | Letrista. Los miembros de la banda Queen Bee interpretan y componen la canción.                               |
| "Ōkami Seinen" (狼青年? "Wolf Boy")                                | 2020 | Hey! Say! JUMP           | Fab! Music Speaks                                                 | Queen Bee interpreta en la canción.                                                                           |
| "GL"                                                               | 2021 | LiSA                     | Ladybug                                                           | Queen Bee interpreta en la canción.                                                                           |

## Filmografía

### Películas
| Año  | Título | Papel        |
| ---- | ------ | ------------ |
| 2011 | Moteki | Avu-chan     |
| 2021 | Inu-Oh | Inu-Oh (voz) |

### Televisión
| Año  | Título           | Papel       | Notas             |
| ---- | ---------------- | ----------- | ----------------- |
| 2015 | Spooky Romantics | Aldeano     | Episodios 11 y 12 |
| 2018 | Devilman Crybaby | Xenon (voz) | Episodio 8        |

### Teatro
| Año  | Título                    | Papel    | Notas                                                                     |
| ---- | ------------------------- | -------- | ------------------------------------------------------------------------- |
| 2017 | The Rocky Horror Show     | Columbia | Noviembre–Diciembre 2017, producción de Parco Stage                       |
| 2019 | Hedwig and the Angry Inch | Yitzhak  | Agosto–Septiembre 2019, producción de TV Asahi/Nippon Broadcasting System |